# American Le Mans Series
American Le Mans Series, även känd som ALMS, är den mest omfattande sportvagnsserien i världen. Serien körs i fyra klasser: LMP1, LMP2, GT1 och GT2.

## Historik
Serien startades av affärsmannen Don Panoz 1999, efter att ha kört en tävling kallad Petit Le Mans, vilket var ett 10-timmarsrace på Road Atlanta 1998. 
ALMS bildade partnerskap med Automobile Club de L'Oest (ACO), vilka arrangerar Le Mans 24-timmars. Avtalet innebär att de två bästa i varje ALMS-klass är garanterade startplatser i nästföljande års Le Mans 24-timmars. 
ALMS första race kördes på Sebring International Raceway, med serien berömda lopp Sebring 12-timmars. Seberingloppet och Petit Le Mans har varit seriens viktigaste deltävlingar ända sedan dess. 
Audi tog nio raka titlar i LMP1-klassen mellan 2000 och 2008, medan Porsche och Penske dominerade LMP2-klassen mellan 2006 och 2008. Olivier Beretta har genom åren varit dominerande i GT1-klassen, medan Jörg Bergmeister har dominerat i GT2-klassen.
Serien efterträddes från 2014 av United SportsCar Championship.

## Mästare LMP1
| År   | Mästare                      | Märke |
| ---- | ---------------------------- | ----- |
| 1999 | E Forbes-Robinson            | Panoz |
| 2000 | Allan McNish                 | Audi  |
| 2001 | Emanuele Pirro               | Audi  |
| 2002 | Tom Kristensen               | Audi  |
| 2003 | Frank Biela Marco Werner     | Audi  |
| 2004 | Marco Werner JJ Lehto        | Audi  |
| 2005 | Frank Biela Emanuele Pirro   | Audi  |
| 2006 | Rinaldo Capello Allan McNish | Audi  |
| 2007 | Rinaldo Capello Allan McNish | Audi  |
| 2008 | Lucas Luhr Marco Werner      | Audi  |
| 2009 | David Brabham Scott Sharp    | Acura |
| 2010 | David Brabham Simon Pagenaud | HPD   |
| 2011 | Chris Dyson Guy Smith        | Lola  |
| 2012 | Klaus Graf Lucas Luhr        | HPD   |
| 2013 | Klaus Graf Lucas Luhr        | HPD   |